# Bubblegum dance
Sous-genres
Italodance, Europop
La bubblegum dance, aussi connu sous le nom de happy house, est un genre musical dérivé de l'eurodance. Il est habituellement caractérisé par des paroles « naïves » et de sons joyeux,,. La bubblegum dance contient habituellement plus de son pop que l'Eurodance.

## Histoire
La bubblegum dance émerge dans les années 1990 en Scandinavie. Il est d'abord véritablement entendue en 1995 lorsque le duo danois Me and My sort leur album Me and My. Leur style est considéré comme remuant et amusant — mettant en scène des petites voix haut perchées entourées de battements retentissants et des paroles naïves — et peu après, d'autres groupes les imitèrent.
Le style se fait vraiment mondialement connaitre en 1996 ou 1997 lorsque le groupe Aqua (Danemark-Norvège) sortent leur album Aquarium, avec en particulier la chanson Barbie Girl. Leur grand succès amène de nombreux artistes à sortir des morceaux du même style, et la Scandinavie devint meneuse de la bubblegum dance. Cependant, de nombreux artistes continuent à produire ce type de musique dans le monde entier.

## Caractéristiques
Le nom « bubblegum » vient probablement du fait que ce style contient des sons doux et « sucrés » aux oreilles, comme « lorsqu'on mâche du chewing-gum ». Les chœurs sont habituellement chantés par des femmes, d'une voix haut perchée, tandis que des hommes chantent à l'arrière. La bubblegum dance est semblable à la musique bubblegum pop dans le fait qu'ils mettent en scène tous les deux des sujets amusants, plutôt enfantins. La musique qui va dans le genre bubblegum dance a plus un son de musique électronique que de pop.

## Artistes notables
- Aqua[5],[6]
- Bambee[6]
- Caramell[6],[7]
- Ch!pz[6],[8]
- Daze[6]
- Me and My[6]
- Miss Papaya[6]
- Ni-Ni[6]
- Toy-Box[6]
- Vengaboys[6]